# Altar de São João
Altar de São João é uma pintura a óleo sobre madeira, datada de c. 1455, do pintor flamengo Rogier van der Weyden. A pintura encontra-se na Gemäldegalerie, em Berlim. Este tríptico tem uma ligação com o Retábulo de Miraflores nos seus motivos simbólicos, formato e intenção.
Os painéis mostram – da esquerda para a direita – o nascimento de São João Evangelista, o baptismo de Cristo por João na Jordânia, e a decapitação de João, com a atractiva Salomé a receber a cabeça numa bandeja. Cada painel encontra-se no interior de arquivoltas pintadas, as quais têm relevos pintados com as estatuetas dos apostólos, e cenas da vida de Cristo e João, inseridas no tema global da salvação. As falsas esculturas em relevo foram pintafas em grisaille, e transmitem a sensação de que as cenas estão inseridas numa igreja.
Existem duas versões sobreviventes do retábulo, muito semelhantes em dimensão, originando dificuldades no estabelecimento da sua atribuição e autenticidade. A versão de Berlim é considerada a original.